# フレドリック・マーチ

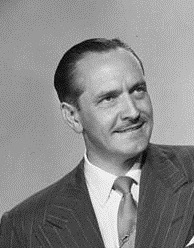
『我等の生涯の最良の年』（1946年）の宣材写真より

フレドリック・マーチ（Fredric March, 本名: Ernest Frederick McIntyre Bickel, 1897年8月31日 - 1975年4月14日）は、アメリカ合衆国ウィスコンシン州出身の俳優。スマートな紳士からハイド氏まで演じられる広い芸幅と、端正なルックスを併せ持ち、主にパラマウント映画で活躍した。
1931年の『ジキル博士とハイド氏』、また1946年には『我等の生涯の最良の年』で2度のアカデミー主演男優賞に輝いた。

## 生涯
元来子どもの頃から芝居好きで、14歳でアマチュア劇団に参加する。ラシーン・ハイスクールを経て、ウィスコンシン州立大学に入学し、経済学を専攻するも、折からの第一次世界大戦によって砲兵隊に中尉として従軍。帰還後は同校を卒業。この頃からジョン・バリモアに憧れて本格的に俳優を目指すようになる。1920年にナショナル銀行の行員となるが、結局は俳優の夢を捨てきれず、盲腸の手術をうけたこともあって、銀行を退職して病院の臨時職員を勤めながら、モデルや舞台の端役出演などで暮らしていた。映画も1921年の『浮世を茶にして』などにエキストラ出演する。当初はフレドリック・バイケルの芸名だったが、1924年の初めにフレドリック・マーチに改名する。なお芸名は母親の旧姓「Marcher」から。1927年にはついに主役を演じるようになり、シアター・ギルドをへてバリモア一家の一人としてウェスト・コースト劇団で活躍、憧れのジョン・バリモアとも競演を果たす。
トーキー映画の到来と共に1927年、パラマウント社に招かれて『ダミイ』で映画入り。舞台で鍛え上げられたその演技力と端正な二枚目で人気を呼び、事実上のトーキー・スター第1号となる。デビュー当時は、1929年の「底抜け騒ぎ」のようなクララ・ボウの女学生に誘惑される教授役など謹厳実直型の役が多かったが、1931年の『ジキル博士とハイド氏』での二重人格者の演技が高い評価を得て、アカデミー主演男優賞を獲得。今までと同じ役柄の謹厳実直なジキル博士と特殊メイクにより野獣のようなハイドを演じきったマーチはこの一作で大きく飛躍した。ちなみにこの時はアカデミー男優賞は『チャンプ』に主演したウォーレス・ビアリーとダブル受賞で、同時に二人の人物が受賞するということは第41回の主演女優賞（キャサリン・ヘプバーンとバーブラ・ストライサンド）まで唯一の事例だった。また本作は1991年の『羊たちの沈黙』でアンソニー・ホプキンスが受賞するまで、ホラー映画の主役に与えられた唯一のオスカーである。
しかし、常に与えられた役柄に不満を抱き、その事から一時は映画会社を渡り歩く異端児としての日々が続く。1934年にパラマウントの再契約を拒否、フォックスに移籍し、1937年のセルズニック・プロの『スタア誕生』で落ち目になったかつての人気俳優ノーマン・メイン役を演じ、アカデミー主演男優賞にノミネートされる。1936年には1本12万5000ドルという高額ギャラ・ベスト5に入るなど、この頃に人気はピークになる。1938年にパラマウントに戻るが、この頃撮影所への不満が爆発。妻で女優のフローレンス・エルドリッジと共にブロードウェイの舞台に出るが、一週間で打ち切りという失敗に終わる。さすがにハリウッドに戻るが、一度ハリウッドから出て行った者は余計者扱いされ、独立スタジオぐらいしか呼び声がかからなかった。1939年にはまたブロードウェイへ走り、舞台に精力的に出演する。この間に映画はギャラを下げて何作かに出演、そして1944年と1945年には完全に映画から離れる。まさしく『スタア誕生』のノーマンの如く、この頃にキャリアが低迷し、後続のゲイリー・クーパーやスペンサー・トレイシーに抜かれてしまう。
1946年に『我等の生涯の最良の年』で中年の復員兵を演じ、2度目のアカデミー主演男優賞を受賞。単なる二枚目から苦悩に満ちた中年男へと見事に変身し、さらなる人気を呼ぶ。翌年は舞台でもルース・ゴードン作の『Years Ago』でこの年に創設されたトニー賞の最優秀男優賞を獲得。1951年には劇作家アーサー・ミラーの代表作の映画化『セールスマンの死』（アカデミー主演男優賞ノミネート）でヴェネツィア国際映画祭の男優賞を受賞、1955年のサスペンス映画『必死の逃亡者』ではハンフリー・ボガート扮する脱獄犯相手に迫真の演技を残し、1957年には再びユージン・オニール作の舞台『夜への長い旅路』でトニー賞に輝いた。1960年には社会派映画の第一人者であるスタンリー・クレイマー監督の意欲作『風の遺産』にライバルのスペンサー・トレイシーと共演、二人とも同じウィスコンシン州出身、2度のアカデミー賞を獲得、そして『ジキル博士とハイド氏』で主役を演じていたことなど彼らには共通点も多く、実際、二人は私生活でも仲が良かったという。
政治的にはリベラルで、1949年では下院非米活動委員会（HUAC）のカリフォルニア支局でブラック・リストに載せられた。1923年にエリザベス・ベイカーと結婚するが、のちに離婚。1927年に結婚したフローレンスとは映画に共演作も多くおしどり俳優夫婦として知られた。
1972年に前立腺癌の手術を受けるも3年後に帰らぬ人となった。
アカデミー主演男優賞を2回も受賞した俳優はマーチをはじめ、スペンサー・トレイシー、ゲイリー・クーパー、マーロン・ブランド、ダスティン・ホフマン、ジャック・ニコルソン、トム・ハンクス、ショーン・ペン、アンソニー・ホプキンスとわずかにしかいない。

## 主な出演作品
| 公開年 | 邦題 原題                                         | 役名                                                | 備考                                                                              |
| ------ | ------------------------------------------------- | --------------------------------------------------- | --------------------------------------------------------------------------------- |
| 1929   | ワイルド・パーティー The Wild Party               | ジェームズ・ギルモア                                |                                                                                   |
| 1929   | 撮影所殺人事件 The Studio Murder Mystery          | リチャード                                          |                                                                                   |
| 1929   | 嫉妬 Jealousy                                     | ピエール                                            |                                                                                   |
| 1930   | サラアとその子 The Studio Murder Mystery          | ハワード                                            |                                                                                   |
| 1930   | パラマウント・オン・パレイド Paramount on Parade  |                                                     |                                                                                   |
| 1930   | 踊子夫人 Laughter                                 | ポール・ロックリッジ                                |                                                                                   |
| 1930   | 名門芸術 The Royal Family of Broadway             | トニー・カヴェンディッシュ                          |                                                                                   |
| 1931   | 夜の天使 The Night Angel                          | Rudek Berken                                        |                                                                                   |
| 1931   | 私の罪 My Sin                                     | ディック・グレイディ                                |                                                                                   |
| 1931   | ジキル博士とハイド氏 Dr. Jekyll and Mr. Hyde      | ジキル博士／ハイド氏                                | アカデミー主演男優賞 受賞 ヴェネチア国際映画祭男優賞 受賞                         |
| 1932   | 借りた人生 Strangers in Love                      | バディ・ドレイク／アーサー・ドレイク                |                                                                                   |
| 1932   | 我等は楽しく地獄へ行く Merrily We Go to Hell      | ジェリー・コーベット                                |                                                                                   |
| 1932   | 永遠に微笑む Smilin' Through                      | ケネス・ウェイン                                    |                                                                                   |
| 1932   | 暴君ネロ The Sign of the Cross                    | Marcus Superbus                                     |                                                                                   |
| 1933   | 鷲と鷹 The Eagle and the Hawk                     | ジェリー・H・ヤング                                 |                                                                                   |
| 1933   | 生活の設計 Design for Living                      | トム・チャンバース                                  |                                                                                   |
| 1934   | わたしの凡てを All of Me                          | ドン・エリス                                        |                                                                                   |
| 1934   | 明日なき抱擁 Death Takes a Holiday                | Prince Sirki                                        |                                                                                   |
| 1934   | 白い蘭 The Barretts of Wimpole Street             | ロバート・ブラウニング                              |                                                                                   |
| 1934   | 復活 We Live Again                                | Prince Dmitri Nekhlyudov                            |                                                                                   |
| 1935   | 噫無情 Les Miserables                             | ジャン・バルジャン                                  |                                                                                   |
| 1935   | アンナ・カレニナ Anna Karenina                    | ヴィロンスキー                                      |                                                                                   |
| 1935   | ダアク・エンゼル The Dark Angel                   | アラン・トレント                                    |                                                                                   |
| 1936   | 永遠の戦場 Mary of Scotland                       | マイケル・デネット                                  |                                                                                   |
| 1936   | メアリー・オブ・スコットランド Mary of Scotland   | ボスウェル伯                                        |                                                                                   |
| 1936   | 風雲児アドヴァース Anthony Adverse                | アンソニー・アドヴァース                            |                                                                                   |
| 1937   | スタア誕生 A Star Is Born                         | ノーマン・メイン                                    |                                                                                   |
| 1937   | 無責任時代 Nothing Sacred                         | ウォリー・コック                                    |                                                                                   |
| 1938   | 海賊 The Buccaneer                                | ジェーン・ラフィット                                |                                                                                   |
| 1938   | 貿易風 Trade Winds                                | サム                                                |                                                                                   |
| 1941   | 我が道は遠けれど One Foot in Heaven               | ウィリアム・スペンス                                |                                                                                   |
| 1942   | 奥様は魔女 I Married a Witch                      | ジョナサン/ナサニエル/サミュエル/ウォレス・ウーリー |                                                                                   |
| 1946   | 我等の生涯の最良の年 The Best Years of Our Lives  | アル・スティーブンソン                              | アカデミー主演男優賞 受賞                                                         |
| 1949   | コロンブスの探険 Christopher Columbus             | クリストファー・コロンブス                          |                                                                                   |
| 1951   | セールスマンの死 Death of a Salesman              | ウィリー・ローマン                                  | ヴェネチア国際映画祭男優賞 受賞 ゴールデングローブ賞 主演男優賞 (ドラマ部門) 受賞 |
| 1953   | 綱渡りの男 Man on a Tightrope                     | カレル                                              |                                                                                   |
| 1954   | 重役室 Executive Suite                            | ローレン                                            |                                                                                   |
| 1955   | 必死の逃亡者 The Desperate Hours                  | ダン・C・ヒリアード                                 |                                                                                   |
| 1955   | トコリの橋 The Bridges at Toko-ri                 | ジョージ・タラント提督                              |                                                                                   |
| 1956   | アレキサンダー大王 Alexander the Great            | ピリッポス2世                                       |                                                                                   |
| 1956   | 灰色の服を着た男 The Man in the Gray Flannel Suit | ラルフ・ホプキンス                                  |                                                                                   |
| 1959   | 真夜中 Middle of the Night                        | ジェリー・キングスレー                              |                                                                                   |
| 1960   | 風の遺産（聖書への反逆） Inherit the Wind         | マシュー・ハリソン・ブラディ                        | ベルリン国際映画祭男優賞 受賞                                                     |
| 1961   | 若き医師たち The Young Doctors                    | ジョセフ・ピアソン                                  |                                                                                   |
| 1962   | アルトナ I sequestrati di Altona                  | Albrecht von Gerlach                                |                                                                                   |
| 1964   | 五月の七日間 Seven Days in May                    | ジョーダン・レイマン                                |                                                                                   |
| 1967   | 太陽の中の対決 Hombre                             | フェーバー                                          |                                                                                   |
| 1970   | …チック…チック…チック ...tick... tick... tick...  | ジェフ・パークス                                    |                                                                                   |
| 1973   | 氷人来たる The Iceman Cometh                      | ハリー・ホープ                                      |                                                                                   |

## 受賞歴
| 賞                     | 年     | 部門             | 作品名                   | 結果       |
| ---------------------- | ------ | ---------------- | ------------------------ | ---------- |
| アカデミー賞           | 1931年 | 主演男優賞       | 『名門芸術』             | ノミネート |
| アカデミー賞           | 1932年 | 主演男優賞       | 『ジキル博士とハイド氏』 | 受賞       |
| アカデミー賞           | 1937年 | 主演男優賞       | 『スタア誕生』           | ノミネート |
| アカデミー賞           | 1946年 | 主演男優賞       | 『我等の生涯の最良の年』 | 受賞       |
| アカデミー賞           | 1951年 | 主演男優賞       | 『セールスマンの死』     | ノミネート |
| 英国アカデミー賞       | 1952年 | 外国男優賞       | 『セールスマンの死』     | ノミネート |
| 英国アカデミー賞       | 1954年 | 外国男優賞       | 『重役室』               | ノミネート |
| 英国アカデミー賞       | 1960年 | 外国男優賞       | 『風の遺産』             | ノミネート |
| ゴールデングローブ賞   | 1951年 | 男優賞（ドラマ） | 『セールスマンの死』     | 受賞       |
| ヴェネツィア国際映画祭 | 1932年 | 男優賞           | 『ジキル博士とハイド氏』 | 受賞       |
| ヴェネツィア国際映画祭 | 1952年 | 男優賞           | 『セールスマンの死』     | 受賞       |
| ヴェネツィア国際映画祭 | 1954年 | 審査員特別賞     | 『重役室』               | 受賞       |
| ベルリン国際映画祭     | 1960年 | 銀熊賞 (男優賞)  | 『風の遺産』             | 受賞       |

## 参照
1. ↑  『チャンプ』のウォーレス・ビアリーとダブル受賞
2. ↑  『シラノ・ド・ベルジュラック』のホセ・フェラーとダブル受賞